# الإذاعة الوطنية (المغرب)
الإذاعة الوطنية المغربية هي الإذاعة الحكومية الأولى في المغرب، أول بث لها كان في 15 أبريل 1928 إبان عهد الحماية الفرنسي للمغرب، تقع استوديوهاتها بكل من الرباط (استوديوهات دار البريهي) و الدارالبيضاء (استوديوهات عين الشق)،

## البث
تذيع الإذاعة الوطنية المغربية برامج عامة وشاملة عبر مختلف وسائط البث التقليدية (موجات الراديو المحلية، الموجات المتوسطة والقصيرة) و الحديثة (الأقمار الصناعية وشبكات الكابل).

## تاريخ
كانت الإذاعة الوطنية تحت وصاية وزارة البريد والبرق والتلفون، وبعد ذلك صارت تابعة لوزارة الأنباء، قبل أن تتطوّر وتصير تابعة لوزارة الإعلام والداخلية، وبعدها وزارة الاتصال. غير أن أسوأ فترة مرت على داخل الإذاعة، هي عندما ضم البصري وزارة الإعلام إلى وزارته، فصار اسمها وزارة الداخلية والإعلام. كان تحكم البصري قويًا، لدرجة أنه كان يجعل من أعضاء ديوانه مدراء عامين في الإذاعة، كما كان يأمر الإذاعة بإرسال بلاغاته بعد تحريرها، كي يطلع عليها قبل النشر، وكان البصري يتدخل في النشرات الإخبارية حسب ما يريد، يمنع الأخبار التي يريد دون حتى أن يبرّر ذلك. غير أنه لم يكن الوحيد الذي يتدخل في عمل الإذاعة، فوزراء آخرين كذلك يطالبوننا بنشر ما يريدون، لدرجة أن الإذاعة كانت تحت وصاية عشرات المدراء وليس مديرًا واحد.

## مقالات ذات صلة
- الإعلام في المغرب
- الشركة الوطنية للإذاعة والتلفزة المغربية
- القناة الأولى المغربية
- الرياضية
- المغربية (قناة)
- راديو ميدي 1
- دوزيم
- قنوات المغرب

## وصلات خارجية
- البث المباشر للإذاعة الوطنية المغربية
- الموقع الرسمي للشركة الوطنية للإذاعة والتلفزة المغربية